# Jirunpong Thamasiha
Jirunpong Thamasiha (thailändisch จิรัญญ์พงษ์ ธรรมสีหา, * 30. November 1996), auch als Top bekannt, ist ein thailändischer Fußballspieler.

## Karriere
Jirunpong Thamasiha wechselte Ende 2016 Phanthong FC zum Chonburi FC. Phanthong spielte in der dritten Liga, der Regional League Division 2, in der Central Region. Von Juni 2018 bis November 2019 wurde er von Chonburi an den Drittligisten Phuket City FC ausgeliehen. Hier stand er mindestens fünfmal für Phuket in der dritten Liga, der Thai League 3, im Tor. Anfang 2020 ging er ebenfalls auf Leihbasis zum Zweitligisten Lampang FC nach Lampang. Für Lampang absolvierte er 21 Spiele in der zweiten Liga. Im Juni 2021 wechselte er zum Erstligisten PT Prachuap FC. Am 29. Mai 2022 stand er mit PT im Finale des Thai League Cup. Hier unterlag man im BG Stadium Buriram United mit 4:0. Im Juni 2022 kehrte er zu seinem ehemaligen Verein, dem Erstligaaufsteiger Lampang FC, zurück. Nach einer Saison Erstklassigkeit musste er mit Lampang am Ende der Saison als Tabellenletzter wieder den Weg in die zweite Liga antreten. Nach dem Abstieg verließ er den Verein und schloss sich im Juli 2023 dem Zweitligisten Samut Prakan City FC an. Nach einer Spielzeit, in der er 25 Ligaspiele bestritt, wechselte er im Sommer 2024 zum Zweitligaaufsteiger Mahasarakham FC. Nach einer Spielzeit, in der er 17 Ligaspiele bestritt, wurde sein Vertrag im Sommer 2025 nicht verlängert. Im Juli 2025 nahm ihn der Zweitligist Police Tero FC unter Vertrag.

## Erfolge
PT Prachuap FC
- Thailändischer Ligapokalfinalist: 2021/22